# Erhard Hirsch

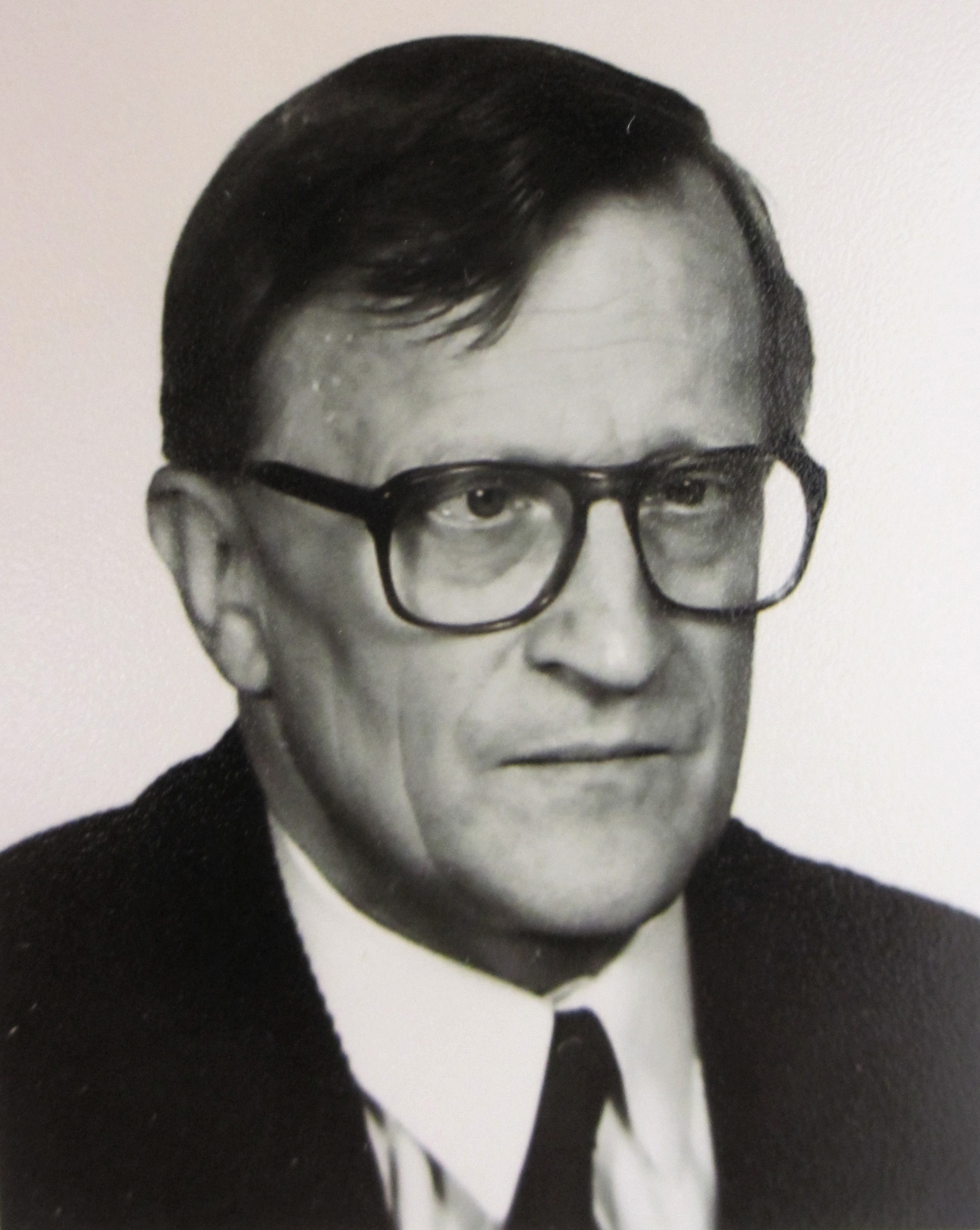
Erhard Hirsch Halle ca. 1990

Erhard Hirsch (* 24. April 1928 in Leipzig) ist ein deutscher Altphilologe, Germanist und Kulturhistoriker.

## Leben und Wirken
Erhard Hirsch wurde in Leipzig geboren und wuchs in Dessau auf, wo er 1947 das Abitur ablegte. Von 1948 bis 1953 studierte er an der Martin-Luther-Universität Halle-Wittenberg Klassische Philologie und Germanistik. Nach dem Staatsexamen war er bis zu seinem Eintritt in den Ruhestand in der studentischen Sprachausbildung seiner Alma Mater in Halle (Saale) tätig.
Sein eigentliches Forschungsgebiet jedoch war der Dessau-Wörlitzer Kulturkreis, um dessen Erhalt sich Hirsch große Verdienste erwarb. 1964 wurde er Sekretär der neu gegründeten Kommission zur Erforschung und Pflege des Dessau-Wörlitzer Kulturkreises. 1969 reichte er seine Dissertation zum Thema 'Progressive Leistungen und reaktionäre Tendenzen des Dessau-Wörlitzer Kulturkreises in der Rezeption der aufgeklärten Zeitgenossen 1770–1815' ein, mit der er zum Dr. phil. promoviert wurde. Es folgte eine Vielzahl von Publikationen zur Thematik Gartenreich und der Dessauer Aufklärung. Seine Habilitationsschrift 'Ein Garten für Menschen: Praktizierter aufgeklärter Humanismus' legte er im Jahre 1992 vor. 1994 wurde ihm eine Professur zuerkannt. Er ist Mitglied der Historischen Kommission des Landes Sachsen-Anhalt und der Kommission für Landeskunde der Sächsischen Akademie der Wissenschaften zu Leipzig. 
Hirsch war bis zu ihrem Tod 2008 verheiratet mit Irmgard Hirsch, geborene Ewert. Er hat 2 Kinder, Annette Scholtka (Restauratorin, in Dessau Wörlitz tätig) und Prof. Franz Wolfgang Hirsch (Kinderradiologe, Leipzig). 

## Würdigungen
Hirsch erhielt 1985 die Leibniz-Medaille der Akademie der Wissenschaften und 1997 den Denkmalpreis des Landes Sachsen-Anhalt. Im Jahre 2001 wurde er in Anerkennung seiner Lebensleistung für das inzwischen zum Weltkulturerbe erhobene Dessau-Wörlitzer Gartenreich mit dem Bundesverdienstkreuz geehrt.
2023 wurde er Ehrenbürger der Stadt Dessau-Roßlau. In der Begründung der Verleihung heißt es: „Professor Dr. Erhard Hirsch hat ... in herausragender Weise zum Erhalt des Dessau-Wörlitzer Garteneiches in Vergangenheit, Gegenwart und Zukunft beigetragen, das als kulturhistorischer und touristischer Anziehungspunkt von weltweiter Bedeutung das Ansehen der Stadt Dessau-Roßlau und seiner Region enorm stärkt.“

## Publikationen (Auswahl)
- Dessau-Wörlitz. Aufklärung und Frühklassik. Köhler & Amelang, Leipzig / C.H.Beck, München 1985, ²1987, ISBN 3-406-30736-1; 4. Aufl. Stekovics, Dößel 2013, ISBN 978-3-89923-127-4.
- Leopold III. Friedrich Franz. In: Neue Deutsche Biographie (NDB). Band 14, Duncker & Humblot, Berlin 1985, ISBN 3-428-00195-8, S. 268–270 (Digitalisat).
- Die Dessau-Wörlitzer Reformbewegung im Zeitalter der Aufklärung. Personen–Strukturen–Wirkungen. Max Niemeyer Verlag, Tübingen 2003, ISBN 3-484-81018-1.
- Fürst Leopold III. Friedrich Franz von Anhalt-Dessau. (DKV-Kunstführer Nr. 561/4). Deutscher Kunstverlag, München/Berlin 2003.
- Von deutscher Frühklassik. Dessau-Wörlitz im Urteil der Aufklärung. In: Dessau-Wörlitz-Beiträge XI.1-5 (= Zwischen Wörlitz und Mosigkau 55. 1-5), Dessau 2003–2008, Hrsg. Stadt Dessau-Roßlau.
- Dessau – Im Gartenreich des Fürsten Franz von Anhalt-Dessau. Fotos von Sebastian Kaps, Dessau, Anhaltische Verlagsgesellschaft mbh, 1994, ISBN 3-910192-30-0
- Kleine Schriften zu Dessau-Wörlitz. Verlag Janos Stekovics, 2011. 1. Auflage, 712 Seiten, 758 Abbildungen. ISBN 3-89923-267-4.